# Tetranchyroderma monokerosum
Tetranchyroderma monokerosum är en djurart som tillhör fylumet bukhårsdjur, och som beskrevs av Lee och Chang 2007. Tetranchyroderma monokerosum ingår i släktet Tetranchyroderma och familjen Thaumastodermatidae. Inga underarter finns listade i Catalogue of Life.